# María Vijande
María Vijande Alonso (Asturias, 14 de octubre de 1995) es una jugadora de bádminton y farmacéutica española.

## Trayectoria
Vijande se licenció en Farmacia en la Universidad de Salamanca en 2018. Es becaria asociada de investigación clínica en el Grupo Español de Cáncer de Mama (GEICAM) y escribe en la revista digital Mejor con Salud.

## Palmarés

### Desafío/serie internacional BWF
Dobles mixtos
| Año  | Torneo                  | Compañero            | Adversario                      | Puntaje             | Resultado   |
| ---- | ----------------------- | -------------------- | ------------------------------- | ------------------- | ----------- |
| 2012 | Venezuela internacional | Óscar Martínez Salan | Rahul Rampersad Solángel Guzmán | 21–23, 21–19, 20–22 | Subcampeona |

     BWF International Challenge tournament
     BWF International Series tournament
     BWF Future Series tournament